# Sogno americano (film)
Sogno americano (American Anthem) è un film statunitense del 1986 diretto da Albert Magnoli.
A sfondo sportivo, esso narra le vicende di un giocatore di football americano che si trasforma in ginnasta per unirsi alla squadra olimpica statunitense.
La pellicola ottenne scarso successo e valse a Gaylord una nomination ai Razzie Awards come Peggior esordiente.

## Colonna sonora
La colonna sonora è stata pubblicata su CD, LP e MC dalla Atlantic Records.
1. Two Hearts - John Parr (6:07)
2. Run to Her - Mr. Mister (3:34)
3. Same Direction - INXS (5:08)
4. Battle of the Dragon - Stevie Nicks (5:15)
5. Wings to Fly - Graham Nash (4:00)
6. Take It Easy - Andy Taylor (4:22)
7. Wings of Love - Andy Taylor (5:03)
8. Love and Loneliness - Chris Thompson (5:03)
9. Angel Eyes - Andy Taylor (3:26)
10. Arthur's Theme - Alan Silvestri (2:50)
11. Julie's Theme - Alan Silvestri (1:42)